# Trolon
Trolon (detto anche Trocon) è un duomo di lava di dacite-andesite in Argentina, composto da due crateri ed un cono piroclastico. La sua età è stimata al Pleistocene-Olocene.
Si situa a nord-est della Caldera del Agrio
Il complesso vulcanico si alza da un'altitudine alla base di 1968 m. Le colate di lava si estendono sul lato est, a partire dal cono piroclastico.